# Sončni kolektor
Sončni kolektor tudi  Solarni kolektor je naprava, ki sprejema (kolektira) sončno sevanje in ga shranjuje v obliki toplotne energije v hranilniku. Sončno sevanje obsega infrardeči spekter (dolge valovne dolžine) do ultravijoličnega (kratke). Moč sončnega sevanja na kvadratni meter zemljine površine znaša v povprečju približno 1000 vatov, odvisno od vremena, lokacije in orientacije. V Sloveniji pade na leto na kvadratni meter v povprečju približno 1200 kWh sevanja, kar je približno enako 120 litrom kurilnega olja ali pa 120 kubičnim metrom zemeljskega plina. Na področjih blizu ekvatorja pade na leto na kvadratni meter tudi do 2500 kWh sevanja. 
Največkrat uporabljamo termin sončni kolektor za napravo, ki segreva sanitarno vodo ali pa vodo za ogrevanje. Obstajajo pa tudi solarni parabolični kolektorji in solarni stolpi, ki se jih uporablja za proizvodnjo električne energije. Segreta delovna tekočina se uporabi za uparjanje vode, ki potem žene parno turbino, precej podobno kot pri navadni termoelektrani. 
Sončni kolektorji so eden izmed najbolj ekoloških (ne izpuščajo emisij) in ekonomičnih načinov segrevanja vode. Z njimi lahko dosežemo do 80% potreb po topli vodi. Toplo vodo se lahko uporablja za kuhanje, tuširanje, ogrevanje prostorov, pomivalne in pralne stroje. Pri slednjih dveh lahko na ta način prepolovimo uporabe električne energije. Moderni hranilniki, "zalogovniki" lahko vzdržujeo toplo vodo 3-4 dni.
Medtem, ko je fotovoltaika 12-42% učinkovita pri pretvarjanju sončnega sevanja v električno energijo, je sončni kolektor sposoben pretvoriti 80-90% sevanja v toplotno energijo. 
Daleč največji uporabnik sončnih kolektorjev je Kitajska, ki ima nameščenih 115 GW kapacitet. Na Kitajskem je cena tovrstnih kolektorjev 3-4 manjša kot na zahodu. V tej državi proizvedejo več kot 80% vseh kolektorjev. V Sloveniji proizvaja ploščate solarne kolektorje Hidria.
V nekaterih državavah, kot je Izrael je uporaba sončnih kolektorjev za segrevanje v vode po zakonu obvezna.

## Tipi sončnih kolektorjev
Obstajata dva glavna tipa:
- Vakuumski kolektor so dveh tipov: vakuumski cevni z direktnim prenosom in vakuumski s toplotno cevjo. Toplotna cev deluje na principu evakuiranih (vakuumskih) toplotnih cevi (ang. Heat Pipe). Toplotno cevi so izumili v vesoljski agenciji NASA. Vakuum, ki obkroža bakreno toplotno cev, zmanjša konvekcijske in konduktivne izgube, zato imajo vakuumski kolektorji večjo učinkovitost, še posebej v slabšem vremenu. Lahko segrejejo delovno tekočino tudi čez 300 °C, zato moramo uporabiti ekspanzijsko posodo, da preprečimo poškodbe. Imajo večji izkoristek kot ploščati kolektorji, imajo krajšo življenjsko dobo in so dražji za izdelavo.

- Ploščati ali ravni kolektor Ploščate kolektorje sta razvila Hottel in Whillier v petdesetih, čeprav so preprostejši sistemi obstajali davno pred tem. Sestavlja jih ploščati absorber, transparetno pokrivalo, ki zmanjšuje izgube toplote in delovna tekočina (voda, antifriz, lahko tudi zrak) in toplotna izolacija.

Kolekterje obeh tipov lahko delimo tudi na aktivne in pasivne: pri aktivnih se uporablja črpalka za kroženje vode (in/ali drugega toplotnega medija), pri pasivnih pa ni črpalke in se toplota prenaša konvektivno. Aktivni imajo večji izkoristek, so bolje zaščiteni pred pregrevanjem in ne potrebujejo rezervoarja na strehi, vendar pa potrebujejo e energijo za pogon črpalk, so tudi dražji in zahtevajo več vzdrževanja.
Kolektorje lahko delimo tudi na direktne (odprte) in indirektne (zaprte): pri direktnih (odprtih) se voda, ki jo bomo uporabili pretaka po same kolektorju in asbsorbira toploto. Pri indirektnih pa se najprej segreje toplotni medij (antifriz, lako tudi voda), ta medij potem v izmenjevalniku prenese toploto na vodo, ki jo bomo uporabili. 
Problem pri sončnih kolektorjev je porazdelitev sončnega sevanja skozi leto. Npr. samo v mesecu juliju odda Sonce toliko kot toplote kot skozi celo zimo. Zato imamo poleti po navadi višek kapacitet in lahko nastane problem, če tople vode ne porabimo. To je problem posebej pri vakuumskih kolektorjih kjer dosegamo temperaure delovnega sredstva tudi od 300 °C. Rešitev je, da namestimo kolektorje pod večjim kotom, tako da optimiziramo delovanje pozimi in zmanjšamo poleti. Lahko pa del kolektorjev pokrijemo s tem povečamo življenjsko dobo in preprečimo pregrevanje.

## Kapacitete po državah
| #  | Država         | 2005 | 2006 | 2007 | 2008  | 2009  | 2010  | 2011 | 2012 | 2013 |
| -- | -------------- | ---- | ---- | ---- | ----- | ----- | ----- | ---- | ---- | ---- |
| 1  | Kitajska       | 55,5 | 67,9 | 84,0 | 105,0 | 101,5 | 117,6 | -    | -    | -    |
| –  | Evropska unija | 11,2 | 13,5 | 15,5 | 20,0  | 22,8  | 23,5  | 25,6 | 29,7 | 31,4 |
| 2  | ZDA            | 1,6  | 1,8  | 1,7  | 2,0   | 14,4  | 15,3  | -    | -    | -    |
| 3  | Nemčija        | –    | –    | –    | 7,8   | 8,9   | 9,8   | 10,5 | 11,4 | 12,1 |
| 4  | Turčija        | 5,7  | 6,6  | 7,1  | 7,5   | 8,4   | 9,3   | -    | -    | -    |
| 5  | Avstralija     | 1,2  | 1,3  | 1,2  | 1,3   | 5,0   | 5,8   | -    | -    | -    |
| 6  | Brazilija      | 1,6  | 2,2  | 2,5  | 2,4   | 3,7   | 4,3   | -    | -    | -    |
| 7  | Japonska       | 5,0  | 4,7  | 4,9  | 4,1   | 4,3   | 4,0   | -    | -    | -    |
| 8  | Avstrija       | –    | –    | –    | 2,5   | 3,0   | 3,2   | 2,8  | 3,4  | 3,5  |
| 9  | Grčija         | –    | –    | –    | 2,7   | 2,9   | 2,9   | 2,9  | 2,9  | 2,9  |
| 10 | Izrael         | 3,3  | 3,8  | 3,5  | 2,6   | 2,8   | 2,9   | -    | -    | -    |
|    | Svet (GWth)    | 88   | 105  | 126  | 149   | 172   | 196   | -    | -    | -    |

Za primerjavo je bilo v Sloveniji leta 2013 nameščenih 148 MWth (0,148 GWth) kapacitet.